# 3 novembre 1976
Le 3 novembre 1976 est le 308e jour de l'année 1976 du calendrier grégorien. Il s'agit d'un mercredi.

## Événement
- Fin du mandat présidentiel officiel de six ans du président chilien Salvador Allende. Assassiné à la suite d'un coup d'État trois ans plus tôt, il n'a pas pu aller jusqu'à son terme.

## Cinéma
- Sortie du film Carrie au bal du diable de Brian de Palma aux États-Unis. La diffusion est initialement limitée à 406 cinémas. Au cours des deux semaines suivant sa sortie, il rapporte 5 millions de dollars, finançant ainsi d'emblée son budget.

## Naissances
- Daniel Du Lac, grimpeur français.
- Guillermo Franco, footballeur mexicano-argentin.
- Armelle Gallaud, comédienne française.
- Arnaud Labbe, coureur cycliste français.
- Jake Shimabukuro, musicien américain.

## Décès
- Dean Dixon, chef d'orchestre américain.
- Anton Grasser, General der Infanterie allemand.
- Eusebio Pinós Regalado, syndicaliste espagnol.